# Rautaruukki
 Rautaruukki é uma empresa finlândesa que fabrica produtos de derivados do aço, a empresa desenvolve e fabrica tubos, tubos de linha e produtos de construção em aço.

## Historia
A empresa foi fundada em 1960 pelo governo da Finlândia para proporcionar o fornecimento de aço necessária por indústrias pesadas do país como a automotiva. Nos anos 70 diversificou suas operações e no final da década tinha mais de 7 000 empregados. Na década de 1980 iniciou seu processo de internacionalização e iniciou aquisições como a empresa dinamarquesa Metalcolour A/S. Nos anos 90 a empresa continuou o processo de internacionalização de suas operações e abriu fábricas em diversos países da Europa. No final da década de 1990 a companhia tinha 12 000 empregados dos quais 5 000 fora da Finlândia. Em 2004 a companhia passou a usar a marca Ruukki em todas as empresas da Rautaruukki, a companhia possui 9.000 empregados em mais de 30 países.
A Rautarukki foi uma empresa estatal até 1994 quando foi parcialmente privatizada.

## Produtos

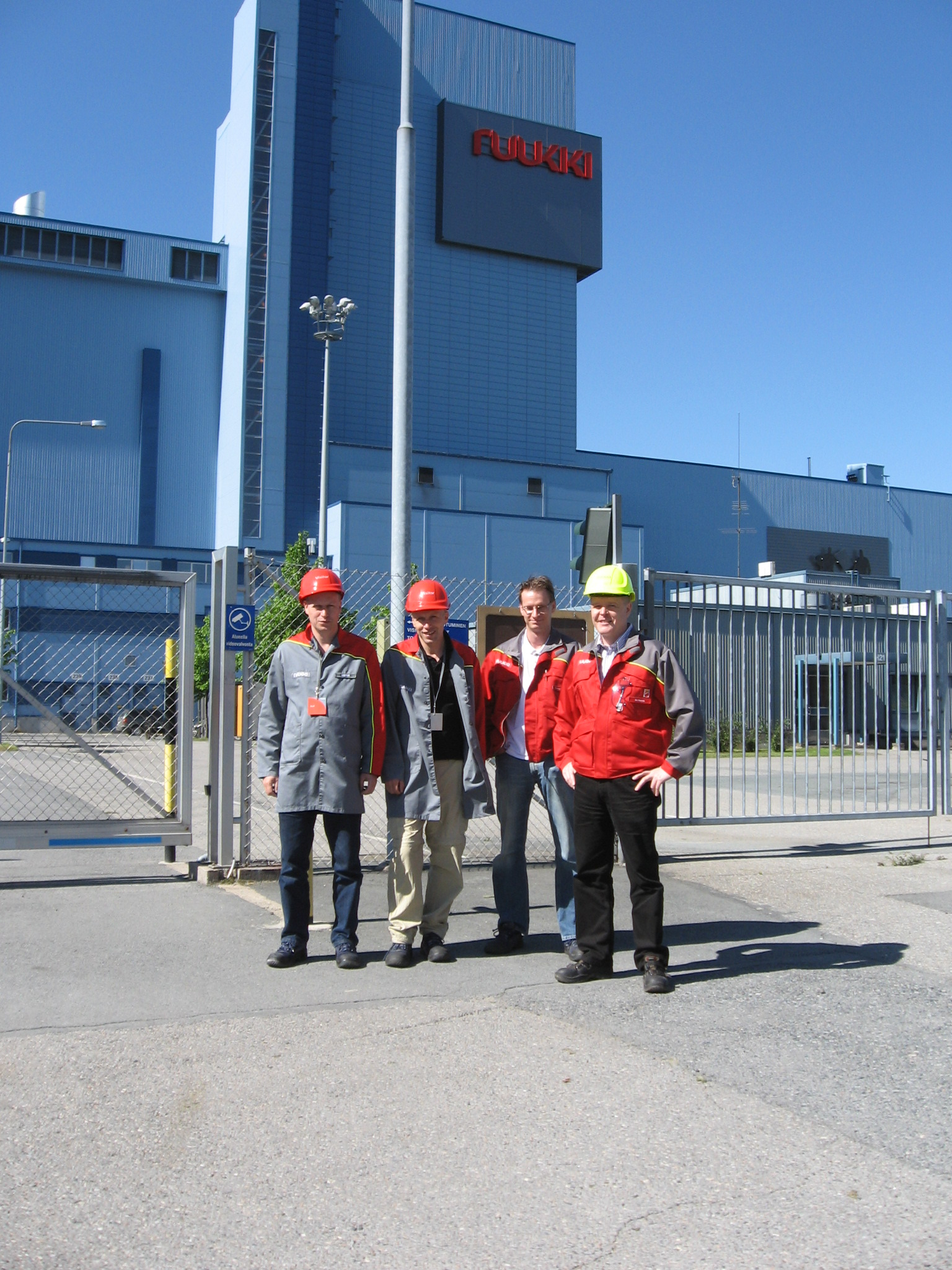
Fabrica de lâminas na cidade de Hämeenlinna na Finlândia.

A companhia fabrica diversos tipos de produtos derivados do aço como tubos, chapas, lâminas, alumínio, aço inoxidável entre outros, a Rautaruukki possui diversas unidades industriais em diversoos países da Europa. a companhia produz também sistemas de energia solar para paredesA divisão de engenharia da empresa produz componentes de metal para eixos de veículos, vigas, eletrodomésticos, ar condicionados entre outros, 70% do faturamento da empresa vem dos produtos do metal.

## Venda para a SSAB
Em janeiro de 2014 o grupo sueco de produção de aço SSAB anunciou a compra da Rautaruukki por 1,6 bilhão de dólares as autoridades de concorrência da Europa anunciaram em 15 de julho de 2014 que só iriam autorizar a aquisição caso as duas empresas vendessem algumas divisões e em 29 de julho de 2014 a aquisição foi aprovada. Em 20 de novembro de 2014 a SSAB adquiriu as ações restantes na Bolsa Finlandesa e passou a deter 100% da empresa a partir dai a Rautaruukki passou a ser uma companhia de capital fechado.